# .gov
.gov (de l'anglès government, govern) és un domini de primer nivell genèric d'Internet que forma part del sistema de dominis d'Internet.  El nom deriva de la paraula govern, que indica el seu ús restringit per part d'entitats governamentals. El TLD està administrat per l'Agència de Seguretat de Ciberseguretat i Infraestructures (CISA), un component del Departament de Seguretat Nacional dels Estats Units. Va ser un dels dominis de nivell superior originals, establert el gener de 1985.
.gov és un dels sis dominis de primer nivell originals, definits a la RFC 920. Tot i que "originalment estava pensat per a qualsevol tipus d'oficina o agència governamental", només les entitats governamentals amb seu als Estats Units poden registrar noms de domini .gov, com a resultat del fet que Internet es va originar com una xarxa de recerca patrocinada pel govern dels Estats Units.
Estats Units és l'únic país que té un domini de nivell superior específic per al seu govern, a part del seu domini geogràfic .us. Altres països utilitzen amb aquesta finalitat un domini de segon nivell, com per exemple, .gov.ar per a l'Argentina, .gov.cl per a Xile, .gob.es per a Espanya i gov.bo per a Bolívia. Ja que els Estats Units controla el domini de nivell superior .gov, seria impossible per a qualsevol altre país crear un domini que acabi en .gov, per exemple, .jp.gov.
Les organitzacions governamentals amb seu als Estats Units i les entitats controlades públicament poden obtenir un domini .gov. Això inclou el govern federal, estatal, local o territorial, així com qualsevol govern tribal reconegut pel govern federal o un govern estatal.